# Massada (groupe)
Pour les articles homonymes, voir Massada.
Massada est un groupe néerlandais de rock latino, originaire de Huizen.

## Histoire
Le groupe est formé par Johnny Manuhutu. Une grande partie du groupe était d'origine moluquoise. Selon le livre de la série 33⅓ Massada's Astaganaga de Lutgard Mutsaers, ils avaient l'occasion d'enregistrer depuis 1975. Mais pour des raisons de concessions, le groupe a décliné les offres. Cependant, en 1978, les choses allaient changer. Leur premier album Astaganaga sort cette année-là. Les deux singles à succès Latin Dance et Dansa sont extraits de cet album. Les deux chansons passent huit semaines dans les charts néerlandais, atteignant respectivement les 17e et 23e places.
Ils enregistrent la chanson Vahevala, qui est à l'origine un succès pour Loggins et Messina en 1972, et qui est reprise par Sugar Cane en 1979. La reprise de Massada est accompagnée de Trust In Me, qui est composée par De Queljoe, J. Manuhutu et E. Manuhutu, et sortie en 1986. Le magazine musical Eurotipsheet rapporte qu'elle avait été ajoutée à la liste de lecture de Radio Veronica la semaine du 1er mars. Elle atteint la 14e place du hit-parade néerlandais Tipparade.
La semaine du 3 mai 1980, Cash Box indique que leur single Sajang é est no 1 dans le classement néerlandais International Best Sellers, Top Ten 45s, position qu'il avait déjà occupée auparavant. Le numéro du 26 juillet 1980 de Cash Box rapporte que Massada met fin à son contrat avec son label Telstar Records. Leur dernier album, qui est enregistré à trois endroits différents, le sera avec le label actuel, mais leur prochain album sera produit et enregistré par leur propre compagnie.
Quelque cinq décennies après leur formation, ils se regroupent pour une tournée d'anniversaire de cinquante ans en septembre 2023. Le groupe se compose alors de Johnny Manuhutu au chant et aux percussions, Rudy de Queljoe à la guitare, Julian Souisa à la guitare, James Sabandar à la basse, Alvin Manuhuw à la batterie, Jopie Manuhutu aux timbales et aux percussions, Freddy Anindjola aux claviers et au synthétiseur, Daniël Bloem-Beretty aux congas et aux percussions et Nippy Noya aux congas et aux percussions. 

## Influences
Les influences du groupe comprennent les groupes Malo, Escena et El Chicano. Très tôt, ils sont comparés à Santana, mais à l'époque, ils ne connaissaient pas le groupe.

## Discographie

### Albums studio
- 1978 : Astaganaga
- 1979 : Pukul Tifa
- 1980 : Pusaka
- 1981 : Massada Live
- 1981 : Baru